# Lachlan Coote

a Compétitions nationales et continentales officielles uniquement.

b Matchs officiels uniquement.
Lachlan Coote, né le 6 avril 1990 à Windsor, est un joueur de rugby à XIII australien d'origine écossaise évoluant au poste d'arrière ou de  demi d'ouverture dans les années 2000 et 2010. 

## Carrière
Il débute en National Rugby League en 2008 avec les Panthers de Penrith puis rejoint les Cowboys de North Queensland en 2014 avant de s'expatrier en Angleterre pour rejoindre St Helens en 2019. Il fréquente également l'équipe d'Écosse en 2016.
Malgré sa naissance en Australie, il est pressenti en 2019 pour jouer pour les Lions britanniques. 

## Palmarès

### Collectif
- Vainqueur du World Club Challenge : 2016 (North Queensland).
- Vainqueur de la National Rugby League : 2015 (North Queensland).
- Vainqueur de la Super League : 2019, 2020 et 2021 (St Helens).
- Vainqueur du City vs Country Origin : 2012 (City).
- Vainqueur de la Challenge Cup : 2021 (St Helens).
- Finaliste de la National Rugby League : 2017 (North Queensland).
- Finaliste de la Challenge Cup : 2019 (St Helens).

### Individuel
- Nommé dans l'équipe type de Super League : 2019 (St Helens)